# رود زرد
خوانگ خه یا هوانگ هو به معنی رود زرد (چینی: 黃河، پین یین: Huáng Hé، مغولی: خاتان گول به معنی رود خاتون) دومین رود بلند چین پس از یانگ تسه و ششمین رود بلند جهان با ۵۴۶۴ کیلومتر درازاست. این رود با سرچشمه گرفتن از کوه‌های بایانهار در استان چینگ‌های در غرب چین از نه استان می‌گذرد تا در دریای بوهای به پایان مسیر خود برسد. طول حوضهٔ آبریز رود زرد، از شرق به غرب ۱٬۹۰۰ کیلومتر و از شمال به جنوب ۱٬۱۰۰ کیلومتر است و در مجموع مساحتی بالغ بر ۷۴۲٬۴۳۳ کیلومتر مربع را در بر می‌گیرد.

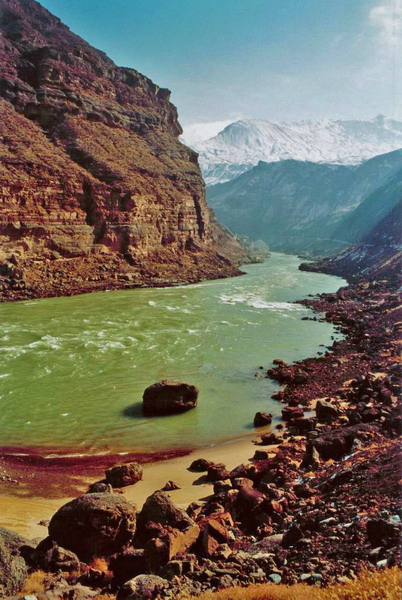
رود زرد نزدیک شونخوا در چینگ‌خای شرقی. رنگ زرد آب ناشی از رسوب‌های آبرفتی است.

حوضه رود زرد زادگاه تمدن باستانی چین است. بر اساس تاریخ‌نگاری سنتی چین، دودمان شیا در حدود ۲۱۰۰ سال پیش از میلاد در کناره‌های این رود شکل گرفت. نوشته‌های سیما چیان در کتاب «شیجی» (حدود ۹۱ پیش از میلاد) گزارش می‌دهد که دودمان شیا پس از متحد شدن قبایل اطراف رود زرد برای مقابله با سیلاب‌های مکرر منطقه تأسیس شد. رود زرد را گهوارهٔ تمدن چین خوانده‌اند؛ چرا که حوضهٔ آب‌خیز آن زادگاه تمدن شمال چین و غنی‌ترین منطقهٔ چین در اوائل تاریخ چین بوده است. اما طغیان‌های گاه‌وبیگاه و ویرانگر رود زرد که ناشی از بالا آمدن بستر رودخانه در مسیر پایینی آن است، به این رود لقب مصیبت چین را داده است.
این رودخانه خاک حاصلخیزی را برای کشاورزی فراهم کرده است، اما از آن زمان تاکنون بارها طغیان کرده و مسیر خود را تغییر داده است؛ به طوری که برآوردی، ۱٬۵۹۳ سیل را در ۲٬۵۴۰ سال بین ۵۹۵ پیش از میلاد تا ۱۹۴۶ پس از میلاد شمارش کرده است. به همین دلیل، رود زرد در طول تاریخ هم «برکت» و هم «بلا» محسوب شده و لقب‌های «غرور چین» و «اندوه چین» را به خود گرفته است.
در حال حاضر، حوضه رود زرد جمعیتی بالغ بر ۱۲۰ میلیون نفر را در خود جای داده است، در حالی که بیش از ۴۲۰ میلیون نفر در استان‌های مجاور زندگی می‌کنند که به آن به عنوان منبع آب وابسته هستند. این حوضه ۱۳ درصد از اراضی کشاورزی چین را تشکیل می‌دهد. منطقه رود زرد بارندگی بسیار نامنظمی دریافت می‌کند و تنها ۲ درصد از رواناب آب چین را شامل می‌شود. جریان آب و رسوب از دهه ۱۹۷۰ پنج برابر کاهش یافته است و تا همین اواخر، رودخانه اغلب به دریا نمی‌رسید. از سال ۲۰۰۳، چین در حال کار بر روی پروژه انتقال آب جنوب-شمال برای کاهش فشار بر منابع آبی این رودخانه است.